# Peyssonneliales
Ordre
Les Peyssonneliales sont un ordre d'algues rouges de la sous-classe des Rhodymeniophycidae, dans la classe des Florideophyceae. 

## Liste des familles
Selon AlgaeBase (1 août 2012) et World Register of Marine Species (1 août 2012) :
- famille des Peyssonneliaceae Denizot

Selon ITIS (1 août 2012) :
- famille des Squamariaceae